# JNDI
A JNDI ou Java Naming and Directory Interface é uma API para acesso a serviços de diretórios. Ela permite que aplicações cliente descubram e obtenham dados ou objetos através de um nome. Assim como todas as APIs Java, ela é independente de plataforma. Adicionalmente, ela especifica uma interface de serviço (SPI), que permite que softwares de serviço de diretório suportem o seu framework. A solução de diretório pode ser baseada em rede, arquivos ou base de dados, sendo apenas uma questão de escolha do fornecedor do produto.
A API JNDI é utilizada em aplicações Java que acessam recursos externos, como base de dados, filas ou tópicos JMS e componentes JavaEE. Os administradores do sistema gravam objetos administrados num serviço de diretório disponibilizado pelo servidor de aplicações (normalmente); a aplicação busca estes objetos através da JNDI (lookup). A API disponibiliza:
- um mecanismo para ligar um objeto a um nome;
- uma interface padronizada de busca de objetos no serviço de diretório;
- uma interface de eventos que permite que um usuário saiba quando uma entrada (nome + objeto) foi modificada;
- extensões que suportam as capacidades do padrão LDAP.

A SPI permite que a JNDI suporte praticamente qualquer tipo de serviço de diretório incluindo:
- LDAP
- DNS
- NIS
- RMI
- CORBA serviço de nomes
- Sistema de arquivos

A especificação JNDI foi lançada em 10 de março de 1997 pela Sun Microsystems. A versão atual da JNDI é 1.2.

## Lookupbásico
A JNDI organiza os nomes em uma hierarquia. Um nome pode ser qualquer string, como "org.mydomain.ejb.MyBean". Um nome também pode ser um objeto que suporte a interface Name, porém os objetos são normalmente nomeados através de strings. Cada nome na hierarquia JNDI corresponde a um objeto (ou uma referência deste objeto) gravado no serviço de diretório.
A JNDI define um contexto que especifica onde procurar pelo objeto. O contexto inicial é tipicamente utilizado como ponto de partida.
O contexto inicial é análogo a raiz, ou topo, de uma árvore de diretórios ou sistema de arquivos. Um exemplo de criação de um contexto inicial num trecho de programa em Java:
```
    
Hashtable
 
args
 
=
 
new
 
Hashtable
();

    
//Inicialmente e necessario definir a classe ''factory'' do contexto 

    
args
.
put
(
 
Context
.
INITIAL_CONTEXT_FACTORY
,
 
"com.jndiprovider.TheirContextFactory"
);

    
//O próximo argumento é a URL definindo a localização do objeto:

    
args
.
put
(
 
Context
.
PROVIDER_URL
,
 
"http://jndiprovider-database"
);

    
//Finalmente é criado o contexto inicial

    
Context
 
myCurrentContext
 
=
 
new
 
InitialContext
(
 
args
 
);

```

Através do objeto de contexto (Context) é realizada a busca (lookup) pelo objeto de nome org.mydomain.ejb.MyBean. Um exemplo:
```
    
Object
 
obj
 
=
 
myCurrentContext
.
lookup
(
 
"org.mydomain.ejb.MyBean"
 
);

    
//este passo e necessario para EJBs.

    
MyBean
 
myBean
 
=
 
(
MyBean
)
 
PortableRemoteObject
.
narrow
(
 
reference
,
 
MyBean
.
class
 
);

```

## Buscando
Os diretórios são uma espécie de contexto, eles restringem o espaço da busca (namespace) da mesma maneira que faz uma estrutura de diretórios de um sistema de arquivos.